# 伊昂威
伊昂威 Eönwë，是英國作家約翰·羅納德·鲁埃爾·托爾金的史詩式奇幻小說《精靈寶鑽》中的人物。邁雅之首，曼威的傳令官和掌旗官，臂力舉世無雙。當埃蘭迪爾駛船到達阿門洲，伊昂威就是第一位出現在埃蘭迪爾面前之人，後來曼威答允埃蘭迪爾的懇求，出兵攻打魔苟斯。憤怒之戰中，伊昂威就負責帶領凡雅族的軍隊。
魔苟斯被打敗之後，伊昂威負責看守魔苟斯鐵王冠上的兩枚精靈寶鑽，但被費諾的兩個兒子奪走，伊昂威下令將士不得殺害二人。
在更早期的構想中（參見：《中土世界的历史》），伊昂威的名字叫芬昂威 Fiönwë，是曼威之子，但在《精靈寶鑽》中，托爾金改變對維拉的設想，將他改為曼威的使者。